# Hollebeke
Hollebeke is een dorp in de Belgische provincie West-Vlaanderen en een deelgemeente van stad Ieper, het was een zelfstandige gemeente tot aan de gemeentelijke herindeling van 1971 toen het gefuseerd werd met Zillebeke om zes jaar later deel te worden van Ieper. In de volksmond heet het dorp Ollebeke.

## Geschiedenis
Holebeke werd in 1185 voor het eerst vermeld, en wel als Holebeca, van het Germaans hula hol (= in een ravijn liggend) + baki (= beek). 
Hollebeke was een hoge heerlijkheid, feodaal afhankelijk van de Zaal van Ieper, die reeds bestond in 1185. Robertus van Hollebeke is de vroegst bekende heer (vóór 1185).
De heerlijkheid strekte zich uit tot de dorpen Houthem, Zandvoorde en Zillebeke. Nadat ze toebehoord had aan de familie Van Hollebeke, ging ze over op de families van Glymes d'Hollebecque en Buus d'Hollebecque.
Hector, heer van Hollebeke, was raadgever en kamerheer van Karel de Stoute in 1474, raadsheer van de stad Ieper in 1468 en grootbaljuw van de stad en de kasselrij van Ieper in 1470 en 1476. Philippe de Saint-Omer was heer van Hollebeke tijdens de 16de eeuw. Jacques Bernard Coppieters, kasteelheer van Hollebeke, werd op 25 september 1869 tot de adelstand verheven.
De verering van Onze-Lieve-Vrouw van Hollebeke gaat terug tot ca. 1300, wellicht nog vroeger. In 1380 nam de abdis van de Abdij van Mesen, Marguerite d'Oultre, deel aan de bedevaart "der drie Marias", waarbij de drie bedevaartplaatsen (Hollebeke, Dadizele en Linselles (Noord-Frankrijk)) werden aangedaan.
Tijdens de Eerste Wereldoorlog lag Hollebeke midden in het oorlogsgebied. Het dorpje werd totaal verwoest. Vanaf 1920 vond de herbouw plaats, voornamelijk volgens het vooroorlogse patroon.
Van 1971 tot 1977 was Hollebeke een deelgemeente van Zillebeke.

## Demografische ontwikkeling
- Bronnen:NIS, Opm:1831 tot en met 1970=volkstellingen

## Bezienswaardigheden
- De neogotische Onze-Lieve-Vrouw-Geboortekerk dateert uit 1925; de oude kerk werd net zoals het ganse dorp tijdens de Eerste Wereldoorlog totaal vernield.
- Het Voddekasteel werd in 1925 wederopgebouwd.

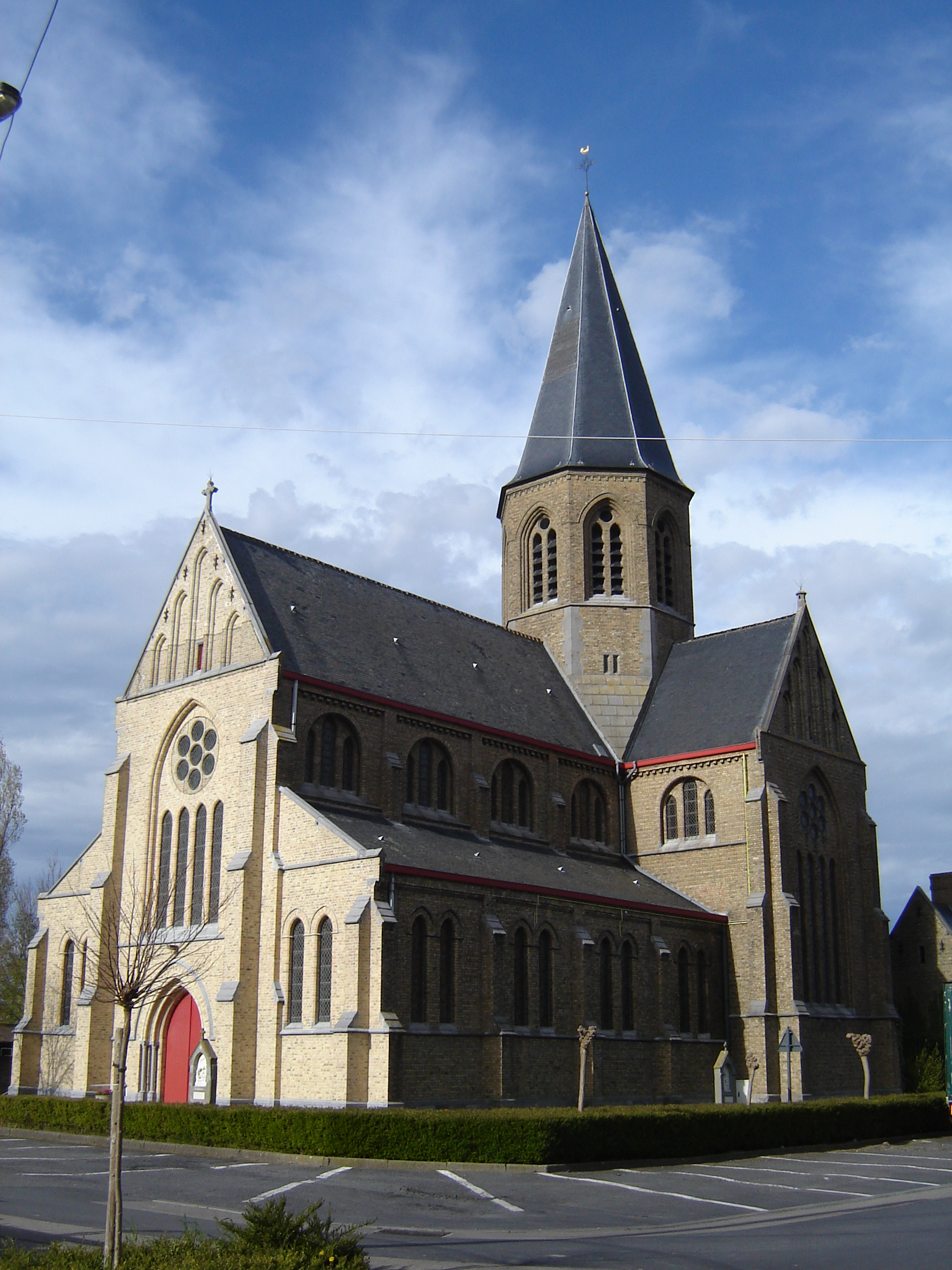
Onze-Lieve-Vrouw Geboortekerk

## Natuur en landschap
Hollebeke ligt in Zandlemig Vlaanderen op een hoogte van ongeveer 30 meter. In het noordwesten ligt het natuurgebied Palingbeek.

## Bekende inwoners

### Geboren
- Antoon Deweerdt (1927-2011), schrijver en heemkundige

## Nabijgelegen kernen
Zandvoorde, Wijtschate, Zillebeke, Houthem,Voormezele.
Deelgemeenten: Boezinge · Brielen · Dikkebus · Elverdinge · Hollebeke · Ieper · Sint-Jan · Vlamertinge · Voormezele · Zillebeke · Zuidschote

Overige plaatsen: Brandhoek · Lizerne · Pilkem · Potyze · Sint-Elooi · Verlorenhoek · Wieltje 

Belgische gemeenten · Arrondissement Ieper · West-Vlaanderen · Vlaanderen